# Léon Barbey d'Aurevilly
Pour les articles homonymes, voir Barbey (homonymie) et Barbey d'Aurevilly (homonymie).
Léon-Louis-Frédéric Barbey d'Aurevilly (28 septembre 1809 à Saint-Sauveur-le-Vicomte - 14 novembre 1876, Saint-Sauveur-le-Vicomte) est un religieux, journaliste, conférencier et homme de lettres français.

## Biographie
Frère de Jules Barbey d'Aurevilly, Léon Barbey d'Aurevilly est élève au lycée Henri-IV, dont il est exclu pour avoir composé une pièce satirique sur la bataille de Navarin, puis au collège Stanislas. Il suit une vie assez mondaine, se consacre à la poésie et devient journaliste.
En 1832, il fonde avec Alexandre-Auguste de Berruyer la revue Le Momus normand, afin de soutenir la cause de la duchesse de Berry, dont il est rédacteur en chef. Une ode à la duchesse de Berry lui vaudra un procès devant la cour d'assises de Caen en mai 1833, dont il sort acquitté. De même, il publie dans les journaux royalistes caennais L'Ami de la Vérité et Le Pilote. 
Attiré par la vocation ecclésiastique, après un long cheminement de conversion, il est ordonné prêtre en mai 1838, et devient missionnaire eudiste dans le diocèse de Coutances.

## Publications
- Amour et haine. Poésies politiques et autres (1833)
- Talvart et Place
- Sonnets (1836)
- In memoriam (avec Alphonse Le Flaguais, 1863)
- Un Tombeau, poème inédit (1891)